# Gerhard Kubetschek

Kuba-Logo (1950)

Gerhard Kubetschek (* 6. Dezember 1909 in Breslau; † 4. März 1976 in Wolfenbüttel) war Unternehmer und Gründer des Tonmöbel-Herstellers Kuba-Imperial.
Kubetschek, im Zweiten Weltkrieg Fallschirmjäger-Feldwebel, zog nach der Kriegsgefangenschaft 1947 nach Wolfenbüttel.
Die Gründung des zunächst kleinen Handwerksbetriebs namens Kuba erfolgte 1948. Die auch Musiktruhen genannten Produkte waren Kombinationen von Rundfunkempfänger, Plattenspieler und Lautsprecher in einem stilvollen Holzgehäuse, die zu der Zeit als Einrichtungsgegenstand auch ein Statussymbol darstellten. In teureren Exemplaren war zusätzlich ein Tonband- und/oder (Schwarz-Weiß)-Fernsehgerät integriert.
Sein Unternehmen wuchs in den Zeiten des Wirtschaftswunders schnell und beschäftigte bald über 100 Mitarbeiter.

Kuba-Musiktruhe „Dominante“

Anfangs beschränkte er sich auf die Herstellung von Tonmöbel-Gehäusen. Mit der Übernahme des in Konkurs gegangenen Rundfunkgeräteherstellers Continental Rundfunk GmbH in Osterode am Harz verschaffte sich Kubetschek das nötige Know-how für die Entwicklung und Herstellung von Unterhaltungselektronik. In mehreren Standorten in Wolfenbüttel, Braunschweig und Osterode/Harz beschäftigte er in den 1960ern über 4000 Mitarbeiter. Das inzwischen als „Imperial Rundfunk und Fernsehwerk GmbH“ firmierende Unternehmen erzielte einen Umsatz von über 220 Millionen DM. Im Juli 1966 verkaufte er sein Unternehmen für 80 Millionen DM an den amerikanischen Konzern General Electric und übernahm noch einige Monate einen Posten als Geschäftsführer und später als Vorstandsmitglied in seinem ehemaligen Unternehmen.

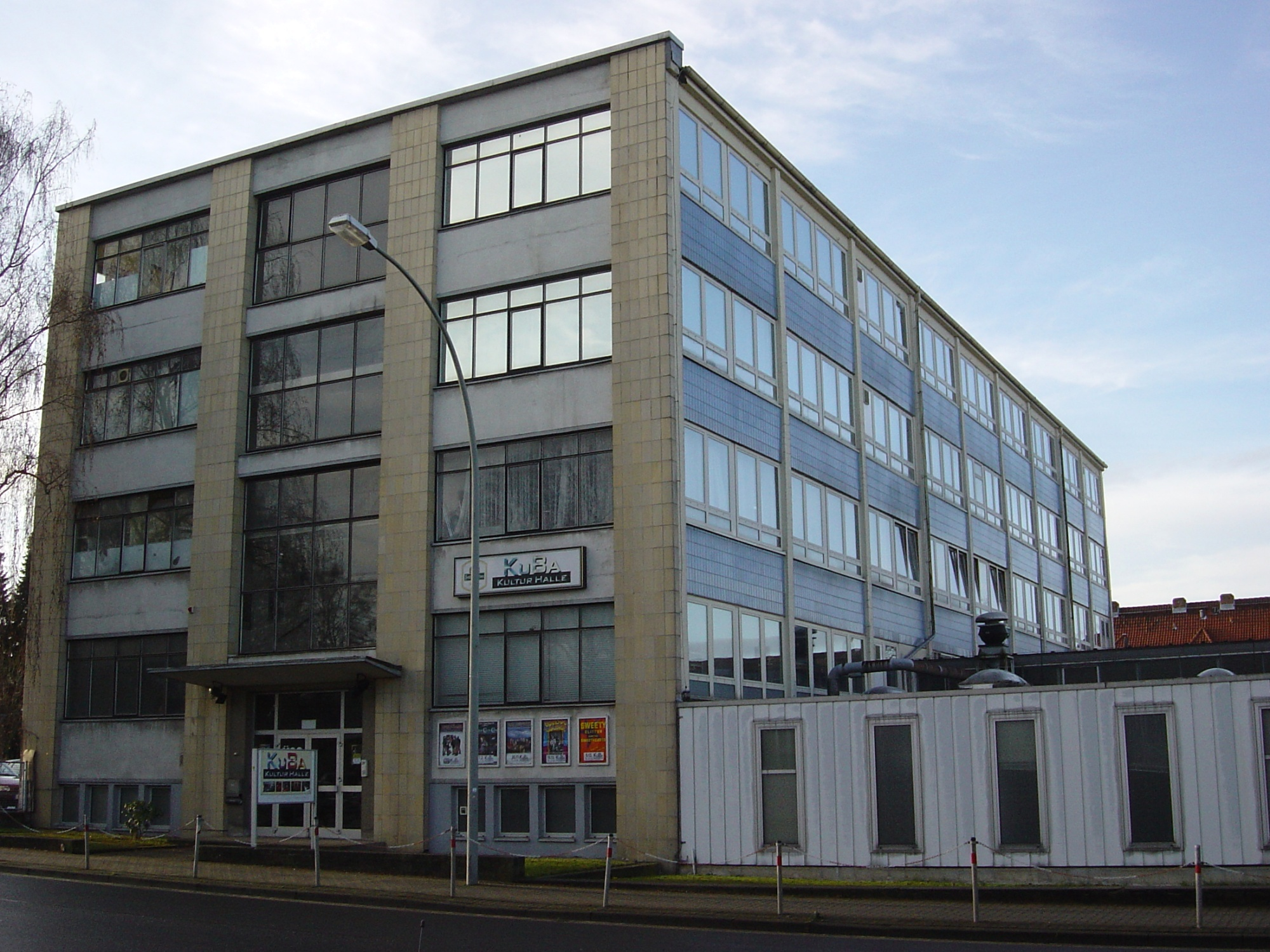
Ehemaliges Bürogebäude der Produktionsstätte; heute Kulturzentrum KuBa-Halle

Nach seinem Rückzug aus dem Unternehmen und aus der Unterhaltungselektronik-Industrie, widmete Kubetschek sich seinen Hobbys wie z. B. dem Kunstflug und genoss seine Freizeit auf einer Yacht im Mittelmeer. Sein Vermögen von 80 Millionen DM konnte er zwischenzeitlich verdoppeln. Kubetschek war bekannt für sein Faible für teure Autos.
Kubetschek war mehrmals verheiratet und hatte mehrere Kinder.
In Wolfenbüttel wurde 2009 die Gerhard-Kubetschek-Straße nach ihm benannt.